# أتينا فرقداني
أتينا فرقداني (وُلِدَت في 29 كانون الثاني/يناير 1987) فَنانَة إيرانِيَّة وناشطة سياسية، سُجِنَت لِمُدة 18 شهراً. وتَعتَبِرُها منظمة العفو الدولية سَجينَة رَأي. تم الإفراج عنها في 3 مايو 2016.
في رُسوماتِها انتَقَدت مَشروع قانون يُحظر التعقيم الطوعي ويُقيد الوُصول إلى تَدابير تحديد النسل، حيثُ صَوَّرَت المَسؤولين الحُكومِيين الإيرانيين عَلى أنَّهم قرود وماعز. وبَعدَ نَشر أعمالِها الفَنِيّة عَلى الفيسبوك، أُلقي القَبض عَليها في أغسطس/آب 2014، وسُجِنَت لِمُدة ثَلاثة أشهر في سجن إيفين في طهران بِتُهمة نَشر الدعاية وإهانَة أعضاء البرلمان وإهانة الزَّعيم الأعلى لإيران. وأُطلِقَ سَراحها في نوفمبر/تشرين الثاني.

## الهاشتاغ
بَعدَ رِسالة مَفتوحة مِن قِبل مَجموعة شَبكة حُقوق الرَّسامين الدَّولية الأمريكيَّة، والنِّداء مِن قِبَل الرَّسام مايكل كافنا في واشنطن بوست، بَدَأ الفنانون ورسامو الخَرائِط في جَميع أنحاء العالَم بِتَبادل الرُّسومات عبر شبكات التواصل الإجتماعية فيسبوك وتويتر وإنشاء هاشتاغ draw4atena#، وقَد قُبِلَت هذه الرُّسومات مِن قبل الغارديان لِمُشارَكَتِها عَلى الصَّعيد العالَمي.

## الإعتِقال والسِّجن
أرسَلَت أتينا خِطابات احتِجاج عَلى مُعاملتها لآية الله علي خامنئي«المرشد الأعلى»، وحسن روحاني«ورئيس دائرة السجون»، لكنها لَم تَتَلَقى رداً. ثُمَّ نَشَرت بَعد ذلك شريط فيديو على الإنترنت شَرَحَت فيه لِلجمهور تَجرُبَتِها في سجن إيفين، وأنَّها تَعَرَّضت لِلتفتيش والضَّرب والإيذاء اللَّفظي مِن قِبَل الحُرّاس. وفي يناير/كانون الثاني 2015، ألقي القبض عَليها مَرة أخرى. وبَعدَ ثَلاثة أسابيع، قامَت بِإضراب عن الطعام احتِجاجاً عَلى ظُروف السجن وعانَت مِن نوبة قلبية في أواخر فبراير 2015.
وفي 1 حزيران/يونيو 2015، وجَد القاضي أبوالغاسم سالافاتي مِن مَحكَمة طهران أن أتينا مُذنِبة في التُّهَم المُوَجَّهة لَها، وحَكَم عَليها بالسَّجن لِمدة 12 عاماً وتسعة أشهر. ويعتقد أنها في سجن الغرشاك.
في سبتمبر/أيلول 2015، اتُّهِمَت أتينا ب «علاقة جنسية غَير مَشروعة»الزنا" " و «السلوك غير اللائق» بَعدَ هز يَد محاميها محمد موغيمي الذي زارها في السجن بَعد مُحاكَمَتِها واتُّهم هو أيضاً بذلك، لكنَّها قابَلت هذا الإتهام بالإضراب عَن الطعام.

## الإفراج
وفي 3 أيار/مايو 2016، أُفرِجَ عَنها مَرة أُخرى ورَفَضَت التُّهَم المُوَجَّهة إليها. ولَم تُبدِ أي نِيَّة لِمغادرة بَلَدِها.

## التقدير
في عام 2015، حَصَلت أتينا عَلى جائِزَة الشجاعة في الرُّسوم المُتَحَركة غيابياً مِن شَبكة حُقوق رسامي الكاريكاتير الدَّولية. وبعد يومين من إطلاق سَراحِها في عام 2016، حَصَلت على جائزة فاكلاف هافيل لِلِمعارضة الإبداعية.

## رَوابط خارجية
- Image of the controversial cartoon

## مَراجع
1. ↑   https://oslofreedomforum.com/events/2016-oslo-freedom-forum/program. {{استشهاد ويب}}: |url= بحاجة لعنوان (مساعدة) والوسيط |title= غير موجود أو فارغ (من ويكي بيانات) (مساعدة)
2. ↑  "Imprisoned Iranian artist Atena Farghadani on hunger strike". amnesty.org. Amnesty International. 2 مارس 2015. مؤرشف من الأصل في 2015-05-22. اطلع عليه بتاريخ 2015-10-02.
3. 1 2  Cavna، Michael (4 مايو 2016). "Cartoonist Atena Farghadani, sentenced for satirizing government as animals, is freed in Iran". مؤرشف من الأصل في 2017-08-24 – عبر washingtonpost.com.
4. 1 2 3 4  Battersby، Matilda (9 سبتمبر 2015). "Satirical cartoonist to have 12 year prison term extended over handshake". The Independent. مؤرشف من الأصل في 2017-12-03. اطلع عليه بتاريخ 2015-09-11.
5. ↑  "Open Letter for the freedom of Atena Farghadani". cartoonistsrights.org. 9 يونيو 2015. مؤرشف من الأصل في 2019-04-26.
6. 1 2  Cavna، Michael؛ Cavna، Michael (10 يونيو 2015). "Open Call to Artists: #Draw4Atena to support appeal of Iranian artist's 12-year sentence". مؤرشف من الأصل في 2018-11-20 – عبر washingtonpost.com.
7. ↑  "Iranian artist goes on trial for cartoon mocking draft law". bbc.com. BBC News. 19 مايو 2015. مؤرشف من الأصل في 2018-11-20. اطلع عليه بتاريخ 2015-10-02.
8. ↑  "Free Atena, imprisoned for drawing cartoons in Iran". amnesty.org.uk. Amnesty International UK. مؤرشف من الأصل في 2015-10-03. اطلع عليه بتاريخ 2015-10-02.
9. ↑  "JAILED IRANIAN ARTIST ATENA FARGHADANI RECIPIENT OF CRNI'S 2015 COURAGE IN CARTOONING AWARD". مؤرشف من الأصل في 2019-12-08. اطلع عليه بتاريخ 2017-03-11.
10. ↑  "دو روز بعد از آزادی، آتنا فرقدانی برنده جایزه حقوق بشر "واتسلاو هاول" شد" [Two days after her release, Athena Farghadani award-winning human rights "Vaclav Havel" was]. VOA News (بالفارسية). مؤرشف من الأصل في 2017-08-25. اطلع عليه بتاريخ 2017-03-11.